# Dusona orientalis
Dusona orientalis är en stekelart som beskrevs av Gupta 1977. Dusona orientalis ingår i släktet Dusona och familjen brokparasitsteklar. Inga underarter finns listade i Catalogue of Life.